# Роберт IV (дофин Оверни)
Роберт III Дофин (фр. Robert III Dauphin; 1255/60 — 19 января 1324) — граф де Клермон, 5-й дофин Оверни (с 1282 года), сеньор де Монроньон, де Рошфор, д’Орьер, де Крок, де Шампеи, де Шамальер.
Сын дофина Роберта II и Матильды Оверньской. Иногда нумеруется как Роберт IV (если включить в подсчёт Дофина Овернского), или как Роберт VIII (если включить одноимённых графов Оверни X-XII веков).

## Семья
В 1279 году первым браком женился на Элиссен (Аликс) де Меркёр (ок. 1250 — 15 июля 1286), разведённой жене Понса де Монфлора и вдове Эмара III де Пуатье, графа Валентинуа. Дети:
- Роберт, умер в раннем детстве.
- Жан I (ум. 10 марта 1352), дофин Оверни.
- Гильом (ум. после 1308), сеньор де Монроньон.
- Дофина (ум. после 1321), аббатиса в Межмоне.

Благодаря браку Роберта III с Аликс де Меркёр в последующем, в 1339 году, сеньория Меркёр вошла в состав владений дофинов Оверни.
Овдовев, Роберт III в 1289 году женился на Изабо де Шатильон-ан-Базуа (ум. 1 сентября 1297), даме де Жалиньи, вдове Ги де Шатовиллена, сеньора де Люзи. Дети:
- Роберт (ум. 19 октября 1330), сеньор де Жалиньи и де Сен-Ильпиз
- Гуго (ум. 10 октября 1348), пробст в Бриуде
- Изабель (ум. 7 марта 1337), муж — Пьер, сеньор де Монтегю.
- Беатриса, упом. В 1301 г.

Роберт III умер 19 января 1324 года и был похоронен в аббатстве Сент-Андре.